# Voyage en Occident du maitre taoïste Changchun
Le Voyage en Occident du maitre taoïste Changchun  (Chǎngchūn zhēnrén xīyóu jì 長春真人西遊記) est le récit de la longue pérégrination effectuée par le maitre taoïste Qiu Chuji 丘處機 / 丘处机 (ou Qiu Changchun 丘长春), alors âgé de plus de 70 ans, qui de 1220 à 1222, dut aller du Shandong (en Chine du Nord-Est) jusqu’à l’Hindou Koush (en Afghanistan), à travers la steppe, les déserts et les hautes montagnes d’Asie centrale, pour répondre à l’invitation de Gengis Khan.  Changchun atteint le campement du grand khān en 1222, cinq ans avant la mort de l’un et l’autre.
L’ouvrage n’a pas été écrit par Changchun mais par Li Zhichang 李志常, un de ses disciples qui l’accompagnait et qui tint un journal de voyage. Un autre admirateur du sage, Sun Xi 孙锡, le publia, et écrivit une préface, datée de 1228.  Le texte est divisé en deux chapitres : la première partie traite du Voyage en Occident (terme qui à l’époque désignait l’Asie centrale), la seconde partie contient des dialogues et enseignements.
Il expose ce qui à première vue parait être la confrontation entre les valeurs morales d’une des plus vieilles civilisations du monde et la force brutale et implaquable d’un chef de guerre nomade illettré ayant conquis le plus grand empire en quelques décennies.
Mais en regardant sur le long terme, on s'aperçoit que les successeurs de Gengis khan (mort en 1227) instituèrent des régimes politiques d’une grande tolérance religieuse (pour les peuples qui acceptaient de se soumettre). Ils ont aussi favorisé le commerce de longue distance.

## Préface de Sun Xi 孙锡: résumé du Voyage en Occident
En 1211, Gengis Khan franchit la grande muraille par l’ouest (passe de Juyong 居庸关) et attaque la Chine du Nord. Les Mongols pratiquent la stratégie de la terre brûlée par des massacres, des destructions, et la terreur. Le Hebei et le Shanxi sont dévastés. En mai-juin 1215, la capitale des Jin 金, Zhongdu 中都 (l’actuelle Pékin), est assiégée et prise par les Mongols. La ville est incendiée, pillée, la population en grande partie massacrée ou déplacée. La cité sera plus tard rebâtie sous le nom de Yānjīng 燕京, puis de Dàdū 大都 sous les Yuan. Les Jin déplacent leur capitale à Kaifeng. En septembre 1219, Gengis Khan envahit l'Empire khwarezmien, centré sur l'actuel Ouzbékistan. En Chine, les chroniques rapportent de nombreuses famines au Hebei, dans le Shandong et le Shanxi entre 1212 et 1220.
Face à Gengis Khan, se trouve le maitre Qiu Chuji 丘虔槐 (1148-1227) « Printemps éternel », disciple de Wang Chongyang 王重阳, le fondateur de l’École Quanzhen (Quanzhen Dao 全真道), une des deux grandes écoles taoïstes (avec Zhengyi Dao), prônant vie ascétique, célibat, végétarisme, méditation silencieuse et alchimie interne (neidan 内丹). Le maitre taoïste Qiu Chuji 丘處機, la plus grande autorité taoïste du nord de la Chine voyait le nombre de ses fidèles croître en ces temps difficiles de guerre et de famine, occasionnées par l’armée mongole.
La confrontation de ces deux géants allait commencer en 1219, quand Gengis Khan envoya un émissaire auprès du maitre taoïste Changchun pour lui transmettre l’ordre impérial de se présenter rapidement auprès de lui. 
En 1220, après moult réflexions, à l'âge de 72 ans, maitre Qiu Chuji (Qiu Changchun) accompagné de 19 disciples, se résout à quitter sa région natale du Shandong et à se diriger vers Yàn 燕 (l’actuelle Pékin). En juin, ils atteignirent Dexing 德興, (actuellement Julu, 巨鹿, province du Hebei) et séjournent dans le temple taoïste de Longyang 龍陽觀 de l’été à la fin de l’hiver. En février 1221, ils reprennent leur voyage. Lorsque des amis et des disciples lui demandaient quand s’attendre à ce que le maître revienne, le maître répondait : « Dans trois ans, trois ans ». Le 3 février, ils atteignent le col de Cuiping 翠帡口 (à l’ouest de Zhangjiakou), ils voient les monts Taihang 太行山 au sud.  Voyageant vers le nord puis le nord-est, ils arrivèrent au lac salé de Gailipo 蓋里泊 (maintenant nommé Jiuliancheng Naoer 九連城淖爾) au sud de la bannière de Taibus (Tàipúsì Qí 太仆寺旗). De là, ils se rendirent au lac Buir, Hulunbuir, Oulan-Bator, Arkhangai, dans les montagnes de l’Altaï, au
Ruines de Beiting (Beshbalik), en Dzoungarie, à Samarcande et arrivèrent à l’Hindou Koush (en Afghanistan) en 1222 et se présentèrent devant Gengis Khan.
Le trajet de Qiu Chuji part donc du Shandong, puis traverse la steppe mongole (via Hohhot, Karakorum), le désert de Gobi, l’ouest de la Mongolie actuelle, la région de l’Ili, puis descend vers le bassin du Tarim, franchit les montagnes du Tian Shan, passe par Samarcande, et enfin se dirige vers le camp de Gengis Khan, alors établi dans la région de Parwan, non loin de l’actuelle Kaboul.
La préface de Sun Xi 孙锡 est riche d’informations contextuelles religieuses :
« Le Maître Changchun est assurément un homme de la Voie. Depuis quelques années déjà, j’avais le pressentiment que ce vénérable personnage s’était envolé et transformé, qu’il cheminait parmi les nuées, qu’il côtoyait le chaos originel et les brumes primitives. Je regrettais seulement de ne pouvoir l’approcher ni le rencontrer. Or, durant l’hiver de l’année jǐmǎo (1219), la rumeur se répandit que le Maître se trouvait sur le littoral, ayant reçu une convocation impériale honorifique accompagnée d’un char d’apparat. 
Le printemps suivant, il arriva effectivement à Yān [actuellement Pékin] et fit halte au temple taoïste Yùxū guàn 玉虚观. Ce fut alors que je le vis pour la première fois. Immobile, il semblait une souche desséchée ; debout, il était comme frappé de tonnerre et emporté par le vent — un homme véritablement hors du commun. 
Lorsque je m’entretenais avec lui, je constatais qu’il était d’une érudition encyclopédique, versé dans tous les livres, sans exception. Mon respect s’en accrut chaque jour. Ceux qui souhaitaient se placer sous sa direction, selon les rites du disciple, étaient innombrables. Même des lettrés de générations anciennes prenaient plaisir à le côtoyer — on devine dès lors combien les autres y aspiraient.  […]
 Son disciple Li Zhichang l’accompagnait. Il rassembla ses notes de voyage et en fit un récit. Il y consigne en détail les distances, les reliefs, les fleuves et montagnes, les différences de climat et d’atmosphère, les vêtements, la nourriture, les fruits, les plantes, les oiseaux, les insectes — tout ce qu’il put voir ou entendre, sans rien omettre. Il nomma cet ouvrage Voyage vers l’Ouest (Xīyóu 西逰, forme abrégée du titre), et me demanda d’en rédiger une préface. » (Voyage en Occident/Préface).

## Le texte de Li Zhichang 李志常

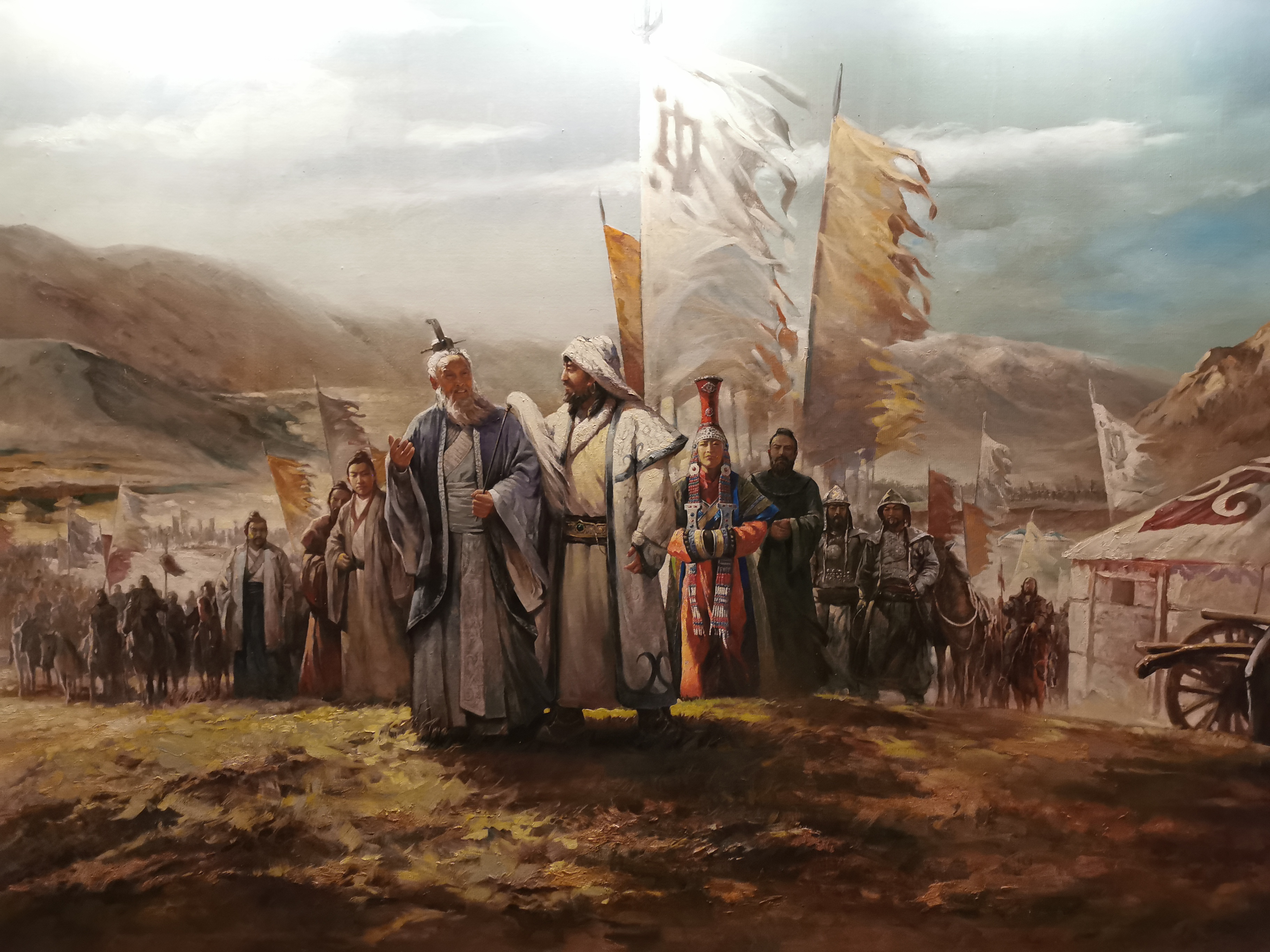
Rencontre de Qiu Chuji et de Gengis Khan

Li Zhichang, disciple du maitre taoïste Changchun, tient un journal de voyage à visée hagiographique et diplomatique dans les années 1219-1224, durant la mission de Changchun. Ces faits se déroulent durant la Dynastie Jin (1115-1234), alors que Gengis Khan était en train de conquérir un immense empire.

### Premier chapitre
Li Zhichang commence par donner une biographie succincte de maitre Changchun. Il est né à Qixia 棲霞, dans le Shandong. Il entre dans la voie taoïste très jeune et poursuit son perfectionnement pendant 13 ans à Panxi et Longmen. De retour sur la côte, il mène une vie de reclus. Malgré de nombreuses sollicitations des autorités du Henan, qui l’invitent, il refuse de partir. Puis vient l’ordre impératif de Gengis Khan, transmis par un émissaire muni d’une plaque d’or impériale - symbole d’autorité suprême -, portant l’inscription « C’est comme si j’étais moi-même présent : il faut obéir ». Vingt mongols l’accompagnent. Devant l’insistance, Qiu Chuji accepte finalement de partir. Le petit groupe part de Penglai 蓬莱 (district de Yantai, nord du Shandong).
Arrivé à la capitale Yan (actuel Pékin), le maitre est informé que Gengis Khan s’est déplacé vers l’ouest, et il appréhende que son grand âge ne lui permette pas d’endurer les fatigues d’un long voyage. On lui offre une résidence honorifique au temple taoïste de la Vacuité de jade (Yùxū guān 玉虛觀) dans la capitale, aujourd’hui disparu.
« Le 22e jour (du mois), il arriva à Lugou 瀘溝 / 泸沟. Des fonctionnaires de la capitale, des lettrés, des gens du peuple, des moines et des taoïstes vinrent l’accueillir hors de la ville. Ce jour-là, il entra par la porte de Lize (Lizemen 麗澤門), précédé par des taoïstes en grand apparat, récitant à haute voix de longs chants solennels. 
 Le haut fonctionnaire Shimo, du Secrétariat de la province, lui assigna résidence au temple de la Vacuité de Jade (Yùxū guān 玉虛觀). 
 Dès lors, chaque jour, la porte du temple était remplie de ceux qui venaient demander un poème ou solliciter un nom (initiatique). 
 Partout où passait sa suite, les disciples du Dao qui le suivaient transmettaient son nom à ceux qu’ils rencontraient. Souvent, cela permettait à ces derniers d’échapper aux malheurs de la guerre. Ainsi, la voie du Maître offrait une protection bénéfique à autrui. » (Voyage en Occident/vol1).
Le maitre taoïste n’est pas un homme politique capable de résister à la violence guerrière des nomades mais il peut offrir des compensations spirituelles. Il accepte la confrontation entre les valeurs morales d’une des plus vieilles civilisations du monde et la force brutale s’imposant par la terreur d’un chef de guerre ayant conquis le plus grand empire du monde en seulement quelques décennies.
Le départ se fait avec un petit groupe de disciples.  Il passe par plusieurs villes importantes.  À chaque étape, il est accueilli avec respect par les officiels, moines, taoïstes, militaires. Ils se dirigent vers la frontière occidentale de la Chine des Jin. Ils passent par Jieshi Cheng 碣石城, puis franchit la passe de la Porte de fer tiemen guan 鐵門關. Ils traversent montagnes et rivières, observent des paysages inhabituels (comme des roseaux géants, ou des bambous pleins).
L’étape suivante de la montagne d’Or (jinshan 金山) est difficile. Les routes abruptes nécessitent de tirer les charrettes avec des cordes.
Il compose un poème sur la beauté automnale du lieu. La composition de poèmes dans les moments importants (départ en voyage, rencontre d’un haut personnage, arrivée dans une ville, observation d’un paysage, etc.) est une composante essentielle de la culture lettrée chinoise (shìdàfū wénhuà 士大夫文化) depuis au moins les Han, et qui atteint son apogée à l’époque Tang–Song–Yuan. De nombreuses sources de texte chinois ne mentionnent pas ces poèmes. 
Après la sortie du Hebei de culture han et avant l’entrée dans les steppes mongoles, il faut passer par le désert de Gobi. Le toponyme Gebi shamo 戈壁沙漠 « désert de Gobi » n’existait pas cette époque, c’est une invention récente. Si le vocabulaire ne permet pas de repérer le lieu dans le texte, la description d’une région désertique, montagneuse et difficile, ne laisse pas de doute.
« Le 8e jour [du mois], il partit accompagné de ses disciples, dont Maître Xu Jing (虛靜) et Zhao Jiugu (趙九古), soit plus de dix personnes, avec deux chariots. Plus de vingt chevaux de poste mongols les escortaient, ainsi qu’une centaine de cavaliers sous les ordres des envoyés Liu Gong et Zhenhai 鎮海. 
Un serviteur nommé Li Jianu, qui suivait Zhenhai, dit : « Dans ces montagnes, des esprits m'ont effleuré les cheveux derrière la tête. J'ai eu très peur. » Zhenhai ajouta : « Même le roi du pays de Naiman fut un jour abusé par les esprits de la montagne (Shān jīng 山精), qui lui offrirent des mets raffinés. ». Le Maître ne répondit pas. 
Ils marchèrent vers le sud-ouest pendant trois jours, puis obliquèrent au sud-est, franchirent une haute montagne et passèrent par une gorge profonde. 
 À la mi-automne, ils firent halte un moment au nord-est du mont Jinshan (Montagne d’or, Altaï), avant de reprendre leur route vers le sud. La montagne était très escarpée, les vallées profondes, les pentes abruptes, les charrettes ne pouvaient avancer. Une route avait été ouverte par les troupes du troisième prince, avec des cordes attachées aux timons et aux roues. Il fallut franchir trois cols. 
Puis ils atteignirent une rivière au pied de la montagne et firent halte, attendant la relève des chevaux. Le vent était frais, le ciel pur, et il composa alors un poème sur la lune au-dessus de la Montagne d’or… ». (Voyage en Occident/vol1).
Pas de lamentation sur la soif ou la chaleur, mais des allusions à la difficulté du terrain, aux esprits (mais les taoïstes savent comment les affronter), et aux contraintes logistiques. 
Puis la petite équipe de Changchun arrive au grand désert de sable shātuó 沙陁, une portion du désert du Gobi occidental ou des Bords du Taklamakan septentrional, une zone redoutée pour l’absence d’eau, les vents de sable violents, la rareté des pâturages, et les risques de désorientation ou de mort par épuisement. Pour avoir une chance de survivre, il faut le traverser de nuit.
« Le seigneur Zhenhai dit : « À l’avant se trouve la région du champ des os blancs (baigutian 白骨甸). Tout y est de pierre noire, et il faut marcher environ deux cents lis [environ 100 km] pour atteindre la limite nord du grand désert du sable (shātuó 沙陁). Là, on trouve un peu d’eau et de pâturage. 
Ensuite, on doit traverser encore plus de grande étendue sablonneuse, plus de cent lis [environ 50 km]. D’est en ouest, ce désert s’étend à perte de vue, sur des milliers de lis. Ce n’est qu’en atteignant la ville des Ouïghours (Huíhé chéng 囬紇城) qu’on retrouve à nouveau eau et herbe. 
Le Maître demanda : — « Que signifie « champ des os blancs » baigutian 白骨甸 ? » Zhenhai répondit : — « C’est un ancien champ de bataille. De toutes les troupes épuisées qui y passaient, une sur dix à peine en réchappait. C’est une terre de mort. Récemment encore, les grandes forces de Naiman y furent vaincues. 
Par temps clair, on y marche de jour, mais les hommes et les bêtes y tombent d’épuisement. Il vaut mieux se mettre en route ce soir et marcher de nuit, pour pouvoir passer au moins la moitié du chemin. Demain vers midi, on devrait trouver de l’eau et du pâturage. Après un court repos, il faudra repartir vers la fin de l’après-midi. Il faudra alors traverser une centaine de dunes, comme si l’on naviguait sur des vagues géantes. Le lendemain, entre 7h et 9h du matin, on atteindra la ville. La marche de nuit est bien plus efficace, mais si le ciel devient trop noir, je crains que les démons et esprits malfaisants ne viennent nous troubler. Il faudra enduire la tête des chevaux de sang pour les en apaiser. »
Le Maître se mit à rire et dit : — « Les esprits et les démons, face aux hommes vertueux, s’écartent spontanément. Ce que les livres nous transmettent, qui ne le sait ? Les gens de la Voie (daojia 道家 taoïstes), « pourquoi auraient-ils à craindre cela ? » 
À la tombée du jour, la caravane se remit en route. Les bœufs, trop faibles, furent abandonnés en chemin, et l’on n’utilisa plus que six chevaux pour tirer les charrettes. Depuis ce jour, les bœufs ne furent plus utilisés. » (Voyage en Occident/vol1,).
La désolation d’un champ de bataille ancien, jonché d’ossements est devenu lieu maudit et désertique, et craint pour ses esprits. La foi sereine du Maître s’y oppose au pragmatisme superstitieux des soldats mongols.
Ils passent ensuite par la ville ouïghoure Huíhé Chéng 回紇城, probablement Beshbalik ou Turfan.
L’étape importante suivante est Samarcande, Xiémǐsīgān dàchéng 邪米思干大城, dans l’actuel Ouzbékistan. Changchun séjourne dans un ancien palais, au bord d’un torrent glacé descendant des neiges.
À la fin du premier chapitre, la rencontre du Maitre taoïste et de Gengis khan est évoquée. Ce dernier interroge 
« Au cours du repas, il demanda : « Maitre authentique, vous qui êtes venu de si loin, avez-vous quelque élixir de longue vie (chángshēng zhī yào 長生之藥) pour m’en faire bénéficier ?  A quoi le maitre répondit « Il existe une voie pour préserver la santé, mais pas de remède qui donne l’immortalité. ». L’Empereur, appréciant cette franchise, fit dresser deux tentes à l’est de la sienne pour qu’il y loge. » (Voyage en Occident cf. Chinese Text Project,).
Une grande partie des fortes paroles échangées par Gengis Khan (1132-1227) et Qiu Chuji (1147-1227) « ont été délibérément exclues des documents officiels », c’est-à-dire gardées secrètes, selon Wu et Wulf.

### Second chapitre
À ce moment Li Zhichang fait une pause dans son récit, pour insérer une description ethnographique et agricole des régions traversées, comme on en trouve souvent dans les récits de mission ou youji 遊記.
« Le sol de la région du cours du fleuve convient à toutes sortes de céréales, à l’exception du sarrasin et du soja. À la mi-avril, le blé mûrit ; selon la coutume locale, on le récolte et on le jette en tas pêle-mêle à même le sol. Lorsqu’on en a besoin, on le foule ou on le broie ; la mouture ne s’achève qu’au sixième mois. […] 
 Les fruits et légumes étaient abondants ; ce qui manquait, c’étaient seulement les taros et les châtaignes. Les aubergines avaient des fruits gros comme un gros doigt, de couleur violet noir. Les hommes et les femmes portaient tous les cheveux tressés ; les coiffes masculines pouvaient ressembler à un bonnet de montagne lointaine, ornées de soieries multicolores et brodées de motifs nuageux, retenues par un cordon… » (Voyage en Occident/vol2).
L’auteur décrit un peuple (probablement turcophone) gouverné par un chef qui exécute chaque matin et soir un rite religieux tourné vers l’ouest, appelé « gao tian 告天» (annoncer au Ciel).
Ce peuple ne suit pas le bouddhisme ni le taoïsme. Le rite consiste en cris et chants ; la population doit obligatoirement se prosterner, sous peine de peine capitale.
Lors d’une autre rencontre avec Gengis Khan, maitre Changchun dénonce quelques tabous superstitieux du peuple par crainte du courroux céleste, et « l’impie désobéissance aux parents »
« Le 23e jour du 12e mois, par un froid neigeux, beaucoup de bœufs et de chevaux moururent gelés en route. Trois jours plus tard, ils passèrent à l’est de Huòchǎn Mòliǎn (霍闡没輦, un grand fleuve) et arrivèrent à la résidence impériale. On apprit que, dans la nuit du 28, le pont flottant s’était rompu et dispersé. 
 L’empereur interrogea sur un phénomène de tonnerre ;
 le Maître répondit : « J’ai entendu dire que chez les gens de votre pays, en été, on ne se baigne pas dans le fleuve, on n’y lave pas ses vêtements, on n’y fabrique pas de feutre ; et si des champignons poussent dans la nature, on interdit de les cueillir, par crainte du courroux céleste. Mais ce n’est pas là la voie pour servir le Ciel. 
 J’ai souvent entendu dire que, parmi les trois mille fautes, aucune n’est plus grave que l’impie désobéissance aux parents ; c’est pourquoi le Ciel vous a envoyé ce signe pour avertir. J’ai appris que, selon les mœurs de votre peuple, beaucoup ne respectent pas leurs père et mère ; puisque l’Empereur possède le prestige et la vertu souveraine, il peut mettre en garde la multitude. » 
 L’empereur, satisfait, dit : « Les paroles de l’Immortel divin correspondent exactement à ce que j’ai dans le cœur. » 
 Il ordonna à ses proches de consigner ces propos en écriture ouïghoure. 
 Le Maître demanda à pouvoir diffuser cet avertissement parmi tout le peuple, et l’empereur y consentit. 
 Puis il réunit le prince héritier, les princes et les grands ministres, et leur dit :
 « Les Chinois honorent les Immortels divins tout comme vous vénérez le Ciel. Aujourd’hui, je suis encore plus convaincu qu’il est vraiment un homme du Ciel. » 
 Il leur transmit les paroles que le Maître avait prononcées lors de ses précédentes audiences, ajoutant : 
 « C’est le Ciel qui a chargé l’Immortel divin de m’adresser ce message ; que chacun de vous l’inscrive profondément dans son cœur. » Le Maître prit congé. » (Voyage en Occident/vol2.)
Lors de plusieurs entretiens, Maitre Changchun enseigne au grand khan les éléments de la cosmologie chinoise, puis les rudiments de l'hygiène sexuelle. Par ce biais, il introduit la nécessité de pureté et d'abstention en toutes choses et il en profite pour tâcher d'amener le grand khān à adopter une attitude pacifique envers le peuple chinois. Gengis khān paraît avoir beaucoup apprécié les leçons de Changchun et, quand le Maître repart pour la Chine, au printemps de l'année suivante, il le nomme chef des religieux de la Chine entière, par anticipation sur sa conquête (Selon Kristofer Schipper)
Durant les décennies suivantes, les chinois opèrent un ralliement important au taoïsme. L’ascendance de cette religion sera encore renforcée après la conquête définitive de la Chine du Nord par les Mongols.  Les taoïstes profitent de cette situation pour mener une vigoureuse propagande antibouddhique. C’est Kubilai Khan, le futur empereur de Chine de la dynastie Yuan, qui organise un grand débat entre bouddhistes, confucéens et taoïstes, au terme duquel les taoïstes sont vaincus. Une série de mesures est prise contre eux et aboutit à la grande proscription de 1281 où tous les livres taoïstes, à l'exception du Daode jing sont interdits et brûlés. Le coup porté est très sévère, et jamais le taoïsme ne retrouvera la gloire d'antan. Ainsi, la politique de maître Changchun a été, en fin de compte, néfaste pour le taoïsme (Kristofer Schipper).

## Variante du titre
Le Chǎngchūn zhēnrén xīyóu jì 長春真人西遊記 reçut dès le XIIIe siècle, le titre abrégé de Xīyóu 西游 (abrègement attesté par la préface de Sun xi 孙锡). Le sinogramme 游 yóu « flotter, nager » a progressivement pris les mêmes emplois que 遊 yóu « voyager, se promener », forme la plus fréquente dans les textes classiques.